# Kristen Schaal

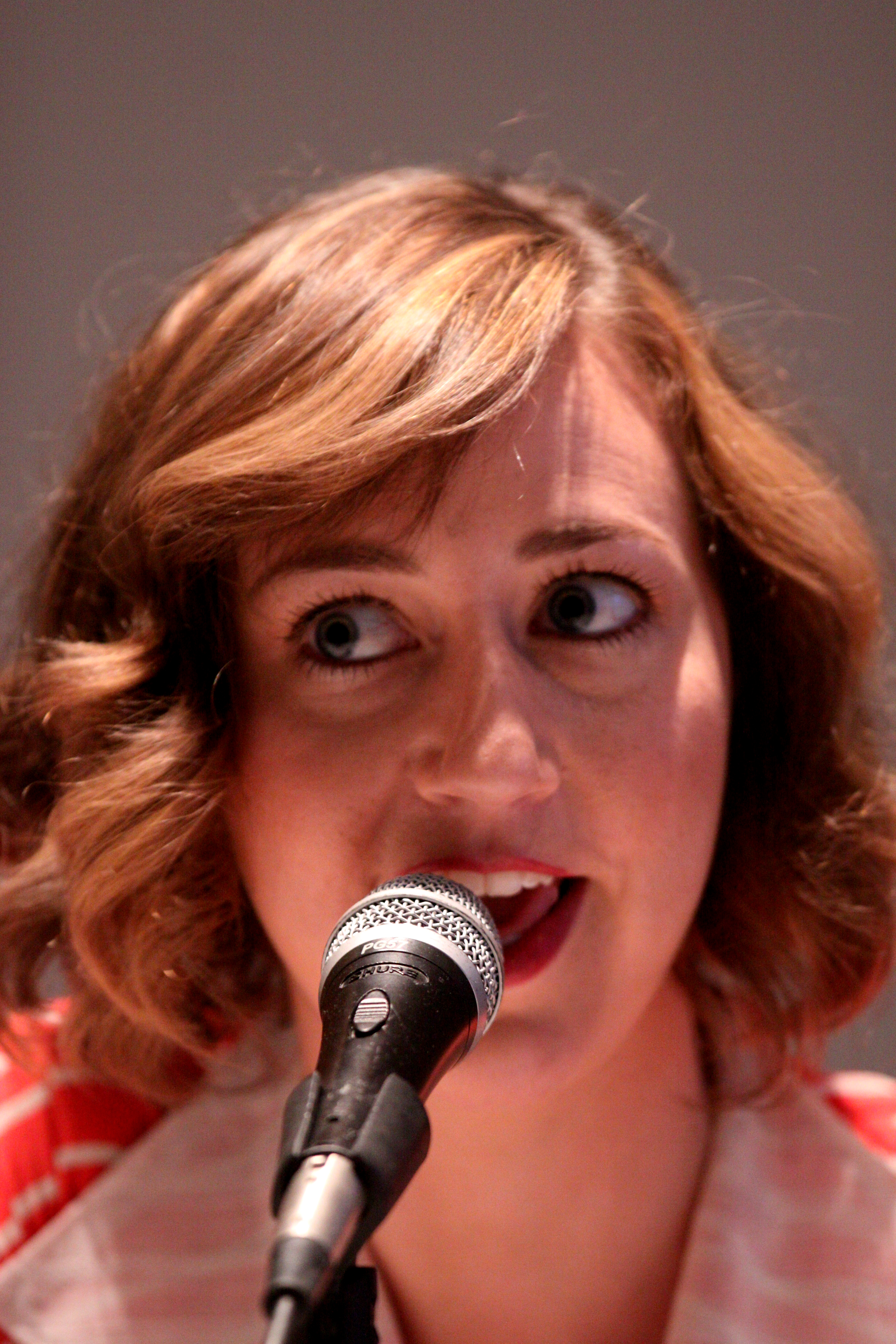
Schaal în 2010

Kristen Schaal (n. 1978) este o actriță de comedie, scenaristă și producătoare americană. Este cunoscută în special pentru rolurile sale din Bob's Burgers și The Last Man on Earth și Ciudățeni.
1. ↑  „Kristen Schaal”, Internet Movie Database, accesat în 11 ianuarie 2016
2. ↑  Kristen Schaal, Discogs, accesat în 9 octombrie 2017
3. ↑   https://lortelaward.com/featured-actress, accesat în 3 mai 2024 Lipsește sau este vid: |title= (ajutor)